# Jos Hooiveld
Jos Hooiveld (født 22. april 1983 i Zeijen, Nederlandene), er en hollandsk fodboldspiller, der spiller for FC Twente som midterforsvarer. Hooiveld har i en periode spillet for den danske klub F.C. København.

## Karriere
Hooiveld begyndte sin professionelle karriere i den hollandske klub SC Heerenveen i 2002. Han opnåede 14 kampe for Heerenveen inden han blev udlånt til FC Zwolle i årene 2004-2005.
I 2006 spillede Hooiveld i Østrig 14 kampe for Kapfenberger SV, indtil han skiftede til den finske klub FC Inter Turku i sæsonerne 2007 og 2008. I sin tid i FC Inter spillede Hooiveld samtlige ligamatcher for holdet fra start til slut, og var med til at vinde den finske ligacup og det finske mesterskab i 2008. Har blev kåret til ligaens bedste forsvarsspiller i begge sæsoner. 
Han skiftede herefter til den svenske klub AIK Fotboll, hvor han i sin første sæson vandt den svenske liga og den svenske pokal-cup. Den 11. januar 2010 skiftede Hooived til den skotske klub Celtic F.C. på en 3,5 årig kontrakt for en transfersum på 15 millioner kroner. Opholdet i den skotske klub var dog plaget af skader, og Hooiveld fik kun 7 kampe for Celtic i 2010. 
I januar 2011 blev det offentliggjort, at Celtic havde indgået en lejeaftale med F.C. København om udleje til den danske klub på et halvt år med en option på køb. Trods 11 kampe for F.C. København i forårssæsonen valgte klubben ikke at udnytte købsoptionen.
Celtic udlejede herefter Hooiveld til Southampton F.C., hvor han spillede i efteråret 2011. I december 2011 opnåede Hooiveld fast kontrakt med klubben. 